# Torneo di qualificazione europeo al World Grand Prix 2009
Il torneo di qualificazione europeo al World Grand Prix 2009 si è svolto da 16 al 21 settembre 2008 a Omsk, in Russia. Alla competizione hanno partecipato 6 squadre nazionali europee e le prime tre classificate si sono qualificate al World Grand Prix 2009.

## Squadre partecipanti
- Francia
- Germania
- Italia
- Paesi Bassi
- Russia
- Serbia

## Podio

### Campione
Template:Nazionale di pallavolo femminile dei Paesi Bassi QEWGP 2009

### Secondo posto
Template:Nazionale di pallavolo femminile della Russia QEWGP 2009

### Terzo posto
Template:Nazionale di pallavolo femminile della Germania QEWGP 2009

## Classifica finale
| Classifica | Squadre     | Qualificazione        |
| ---------- | ----------- | --------------------- |
|            | Paesi Bassi | World Grand Prix 2009 |
|            | Russia      | World Grand Prix 2009 |
|            | Germania    | World Grand Prix 2009 |
| 4          | Italia      |                       |
| 5          | Serbia      |                       |
| 6          | Francia     |                       |